# Geoffrey Parker Harding
Geoffrey Parker Harding, britanski general, * 1895, † 1975.